# 瑟瑟拉姆
瑟瑟拉姆是印度比哈尔邦罗赫达斯县的一个城镇。2001年，它的总人口为131042人。

## 人口
2001年，萨萨拉姆的总人口为131042人，其中，男性69665人，女性61377人；0—6岁人口为20422人，其中男10548人，女9874人；识字率65.09%，其中男性为71.62%，女性为57.69%。